# Века человечества
Века человечества ― этапы существования человеческого рода на Земле согласно греческой мифологии и её последующей римской интерпретации.
Гесиод и Овидий писали о сменяющих друг друга эпохах истории человечества, в которых явно прослеживается тенденция к упадку. В изначальном, давно минувшем веке люди были подобны богам, но в нынешнем веке, когда жили оба автора, люди утратили свою богоподобную натуру и беззаботную жизнь и начали страдать от неисчислимых болей и зол. Эта деградация человеческой жизни с течением времени символически обозначалась античными авторами с помощью названий металлов, которые постепенно уменьшаются в своей цене: так, выделялись золотой, серебряный, бронзовый, железный века.
Современная историческая периодизация повторно присвоила термины «бронзовый век» и «железный век» для описания археологических периодов, следующих за каменным веком, на основе преобладающих металлургических практик. Соответственно, термин «золотой век» используется для описания цивилизаций во время своего расцвета (золотой век ислама) либо отдельных стран на пике могущества или культуры (золотой век Испании, золотой век Дании и т.д.).

## Пять веков Гесиода
Первое изложение последовательно сменяющих друг друга веках человечества встречается в поэме «Труды и дни» (строки 109—201) древнегреческого поэта Гесиода:
- Золотой век. Единственный век, подпадающий под власть Кроноса. Люди, созданные бессмертными богами жили на Олимпе среди своих творцов и свободно смешивались с ними. Мир и гармония преобладали в этом веке. Людям не нужно было работать, чтобы прокормить себя, потому что земля давала пищу в изобилии. Они доживали до очень глубокой старости, но всегда сохраняли молодую внешность и в конечном итоге спокойно умирали. Их духи продолжали жить как стражи-покровители живых людей. Платон в диалоге «Кратил» (397e) упоминает о золотой расе людей, которые пришли в мир первыми. Он поясняет, что Гесиод не имел в виду людей, буквально сделанных из золота, но тех, что были хорошими и благородных. Он описывает этих людей как демонов. Поскольку греческое слово δαίμονες (daimones) происходит от δαήμονες (daēmones ― знание или мудрость), они благотворны, предотвращают болезни и защищают смертных.
- Серебряный век. Он и каждый последующий век подпадают под власть наследника и сына Кроноса ― Зевса. Мужчины в Серебряном веке жили по сто лет, находясь под властью своих матерей. Затем они становились взрослыми и проводили это недолгое время в борьбе друг с другом. В течение этого века люди отказывались поклоняться богам, а Зевс в итоге уничтожил их за их нечестивость. После смерти люди этого века становились «благословенными духами» подземного мира.
- Бронзовый век. Люди бронзового века были закалены и выносливы, потому что их целью жизни и страстью была война. Зевс создал этих людей из ясеня. Их броня была выкована из бронзы, как и их дома и инструменты. Люди этого века убили друг друга и не оставили своих именных духов; вместо этого они живут в «сыром доме Аида». Бронзовый век закончился потопом Девкалиона.
- Век героев. Век, который не соответствует ни одному металлу. Это также единственная эпоха, где наблюдается некоторый подъём по сравнению с предыдущей эрой. Именно герои этого века сражались в Фивах и Трое. Так или иначе, люди-герои в конечном счёте умерли и отправилась в Элизиум.
- Железный век. Век, где жил сам Гесиод. В эту эпоху люди проводят свою жизнь в тяжелом труде. Дети приносят бесчестье своим родителям, брат борется с братом, обычай гостеприимства (ксения) забыт. В этот век прав тот, кто силён, а дурные люди прибегают ко лжи, чтобы о них думали хорошо. В конце этого века люди больше не будут чувствовать стыда или негодования от совершения преступлений; дети родятся с седыми волосами, а боги полностью покинут человечество: «не будет никакой помощи против зла».

## Четыре века Овидия
Римский поэт Овидий излагает похожий миф о четырёх веках в книге «Метаморфозы». Его описание похоже на рассказ Гесиода, за исключением того, что он пропускает героический век. Овидий подчёркивает, что золотой век характеризует торжество справедливости и мира. Он добавляет, что в этот век люди ещё не знали искусства навигации и, следовательно, не могли исследовать большой мир. Кроме того, ни один человек не имел знаний о каком-либо искусстве, кроме примитивных навыков ведения сельского хозяйства. В серебряном веке Юпитер вводит времена года, и люди, следовательно, начинают изучать искусство сельского хозяйства и архитектуры. В бронзовом веке, пишет Овидий, люди стали более склонны к войне, но не к нечестивости. Наконец, в железном веке люди разделены на нации со своими границами; они изучают искусство навигации и добычи полезных ископаемых; они воинственные, жадные и нечестивые. Истины, скромности и верности нигде более не найти.

## Миф о веках у других авторов
Известны попытки связать данные мифологические эпохи с конкретными историческими временными рамками. Так, согласно хронологии святого Иеронима золотой век длился примерно с 1710 по 1674 г. до н. э., серебряный век ― с 1674 по 1628 г. до н. э., бронзовый век ― с 1628 по 1472 г. до н. э., век героев ― с 1460 по 1103 г. до н. э., в то время как железный век Гесиода, по мнению святого Иеронима, по-прежнему продолжался в IV веке нашей эры.